# فو بیائو
فو بیائو (انگلیسی: Fu Biao; ۲۷ سپتامبر ۱۹۶۳ – ۳۰ اوت ۲۰۰۵) بازیگر اهل چین بود. وی بین سال‌های ۱۹۹۳ تا ۲۰۰۴ میلادی فعالیت می‌کرد.
از فیلم‌ها یا برنامه‌های تلویزیونی که وی در آن نقش داشته‌است می‌توان به مثلث شانگهای اشاره کرد.
همچنین برندهٔ جوایزی همچون جایزه خروس زرین شده‌است.